# Neo-Dada
Il Neo-Dada è un movimento artistico degli anni 1960 che riprende i temi e gli stili dadaisti, movimento degli anni 1920. In entrambi i movimenti l'arte diventa mezzo di ribellione contro le convenzioni e i canoni estetici, che l'artista scardina per lanciare un messaggio di unicità e di nichilismo, dell'opera d'arte senza un'utilità ma fine a sé stessa. 
Il Neo-Dada nasce negli Stati Uniti ed è caratterizzato dall'uso di materiali moderni, da soggetti dell'immaginario popolare e da contrasti assurdi. Inoltre nega apertamente i concetti tradizionali dell'estetica. Il termine venne reso popolare da Barbara Rose negli anni 1960 e si riferisce principalmente, anche se non esclusivamente, a un gruppo di opere create in quegli anni o nel decennio precedente. Tra gli artisti connessi a questo genere, che ha contribuito a ispirare Happening, Fluxus e Pop art, vi sono Jasper Johns, Yves Klein, Robert Rauschenberg, Claes Oldenburg e Jim Dine.
In anni recenti il termine neo-dadaista è stato legato a un gruppo internazionale di artisti conosciuti come Fondazione Kroesos condotto da Mark Divo. Nell'inverno del 2002 hanno occupato il Cabaret Voltaire a Zurigo fino a quando la polizia non li ha costretti a uscire, il 2 marzo 2002. 

## Neo-Dada in Italia
Dopo la seconda guerra mondiale, in Italia, si scoprì un certo interesse verso la poetica dell'oggetto, anche all'interno di quell'arte informale denigrata dagli artisti pop. Basti pensare ai sacchi di cui Alberto Burri faceva uso nelle sue pitture, ai frammenti di pietre e vetro di Fontana, ai pezzi di ferro rielaborati nelle creazioni di Ettore Colla e anche ai collage e agli assemblage di Enrico Baj e di Brajo Fuso.
Tuttavia, soltanto grazie agli artisti Pino Pascali e Piero Manzoni si può parlare di un effettivo affermarsi del neodadaismo italiano.
A differenza degli artisti statunitensi, però, in loro è concentrata tutta l'ironia del dadaismo storico, insieme al gusto per il gioco.
A sostegno di ciò si pongono le scatole di Merda d'artista (1961) di Piero Manzoni, con cui egli si riferisce alla trasformazione dell'opera artistica in bene di consumo, pronto per essere posto sugli scaffali di un supermercato e venduto.
L'arte è immediata ed esauribile, come le uova sode che Manzoni firma nel 1959 con un'impronta del suo pollice (Consacrazione dell'arte dell'uovo sodo), o le modelle che diventano sculture viventi, o le linee avvolte dentro cilindri di cartone e vendute a un tanto al metro.
Se Manzoni pensa con un tono divertito alla commercializzazione dell'arte e sul ruolo del singolo artista, Pascali, al contrario, è convinto che tra l'arte e il gioco vi sia una reciproca complementarità. Realizza come modellini rettili e dinosauri di tela, bachi da seta attraverso scope in materiale plastico (Bachi da setola, 1968), tarantole di acrilico e armi con rottami metallici. Persino i suoi dipinti, come Primo piano labbra (1964), subiscono un processo di oggettualizzazione, facendoli somigliare a dei grandi e misteriosi giocattoli.

## Influenze sull'arte contemporanea
Le influenze del movimento artistico Neo-Dada arrivano fino ai giorni nostri. Il movimento infatti ha fortemente influenzato la pop art e il ritorno in auge dell'arte povera, ancora oggi sono molte le mostre organizzate per apprezzare e lasciarsi ispirare da questa corrente anti artistica. Ad esempio l'arte del collage e del decollage, o l'utilizzo dei manifesti pubblicitari vede proprio in questa corrente le sue prime applicazioni, che saranno poi rielaborate dagli artisti del Nouveau Réalisme.

## Lista di neo dadaisti
- Lee Bontecou
- Antonio Bueno
- John Chamberlain
- Bruce Conner
- Mark Divo
- Jacques Halbert
- Richard Hamilton
- Jasper Johns
- Allan Kaprow
- Edward Kienholz
- Giovanni Korallo
- George Maciunas
- Robert Morris
- Robert Rauschenberg
- Doppiosenso Unico
- Wolf Vostell
- David Woodard